# 中国空軍航空博物館
中国空軍博物館（ちゅうごくくうぐんはくぶつかん）は、中華人民共和国北京市の郊外に位置する実物の航空機を展示した博物館である。中国人民解放軍空軍が運用していた軍用機および中国民航が運用していた旅客機が展示されている。かつて空軍基地のあった場所に1989年11月11日の人民空軍成立40周年を記念してオープンした。なお、施設は中ソ紛争が深刻だった時期に山をトンネル掘削して作った巨大地下格納庫を再生利用したもので、かつては外国人の訪問が許可されない博物館であった。
なお、名称は表題のほか、「航空博物館」「人民解放軍空軍博物館」「空軍航空博物館」「中国航空博物館」などの複数の名称が存在する。

## 展示品
ソ連から供与を受けた軍用機や旅客機、そのほか中華人民共和国がライセンス生産ないし独自に派生型を開発した航空機など200機（保有機380機）が展示されている。中華人民共和国建国当初にソ連から供与されたイリューシンやラヴォーチキンやミグといった戦闘機が多く展示されているが、ほかにはソ連の戦略爆撃機であったTu-4のエンジンをレシプロからターボプロップに換装したうえで、さらにレドームを装着したタイプである空警1号また、1970年代にソ連と対立したエジプトから譲渡されたMiG-23などが展示されている。そのため、ソ連および中華人民共和国による航空機の実物が見られる日本からもっとも近いところであるといえる。
そのほか、中国国民党軍の戦闘機や、中華人民共和国が建国当初に運用していたとみられる、九九式双発軽爆撃機や九八式直接協同偵察機など旧日本軍の軍用機も展示されている。また、中華人民共和国国内で撃墜されたアメリカ合衆国CIAのU-2偵察機やD-21無人偵察機の残骸や毛沢東主席が専用機として使っていた旅客機なども展示（有料）されている。また、ミサイルや機関銃といった火器の収蔵品も充実している。
大きな建物の有料展示館には比較的新しいJ-10が2機、J-11が1機展示してある（空対空ミサイルが装備されている状態で展示されている）。

## 博物館データ
所在地：北京市昌平区小湯山鎮
開館時間：午前8時 - 午後4時
入場料：無料（ただし、有料展示館については、各5～20元が必要）

## 交通アクセス
地下鉄5号線天通苑北駅より路線バス643九龍遊楽園行（所要時間30～40分：バス料金1.5元）に乗車、航空博物館下車（バス停から博物館へは下車後山側に向かい、徒歩15～20分程度、またはバス停付近で待機している屋根付きバイクタクシー5元を利用）。または北京地下鉄昌平線：沙河高教園駅よりタクシーで約10分。